# Psathura myriantha
Psathura myriantha är en måreväxtart som beskrevs av Cornelis Eliza Bertus Bremekamp. Psathura myriantha ingår i släktet Psathura och familjen måreväxter. Inga underarter finns listade i Catalogue of Life.